# Kobus vardonii
Il puku (Kobus vardonii) è un'antilope che vive nelle praterie umide della Repubblica Democratica del Congo meridionale e dello Zambia.
Il puku misura circa 1,3 - 1,7m alla testa e pesa tra i 70 e gli 80 chilogrammi. I puku sono di un colore bruno rossiccio con sfumature giallo-dorate su tutto il corpo a eccezione delle zampe e un'area biancastra intorno al naso e alla bocca, con il ventre di un bruno leggermente più chiaro. Il loro mantello è più ruvido di quello della redunca meridionale, del lichi, dell'impala o del più piccolo oribi, animali di dimensioni simili. I 2 sessi si distinguono soprattutto per le maggiori dimensioni del maschio che tra l'altro possiedono corna strutturate a cresta lunghe circa 50 centimetri, con una forma che ricorda molto vagamente una lira.
I puku vivono quasi esclusivamente nelle praterie paludose e nei dambo, dove si nutrono di erba. I puku sono crepuscolari e sono attivi di primo mattino e nel tardo pomeriggio. Quando è spaventato, il puku ripete più volte un acuto fischio. Le femmine si riuniscono in branchi composti da fino a venti individui. Durante la stagione delle piogge molti branchi si riuniscono insieme per trovare più sicurezza, formando branchi composti al massimo da cinquanta femmine. I maschi posseggono territori e cercano di persuadere i branchi di femmine a rimanere all'interno del proprio territorio il più a lungo possibile.
L'alimentazione del puku è composta principalmente da erbe e sterpaglia.
Nel periodo riproduttivo i maschi si radunano su un particolare terreno sopraelevato, il Lek (biologia), per contendersi le femmine attraverso un'esebizione rituale: il maschio più pesante è quello che di solito ha la meglio. La femmina dopo circa 8 mesi, dà alla luce un solo piccolo.